# Danilo Gioia
Danilo Gioia (Vignate, 18 febbraio 1966) è un ex ciclista su strada e mountain biker italiano, professionista su strada dal 1988 al 1991 e attivo in mountain bike dal 1992 al 1997.

## Carriera
Passato professionista nel 1988 con la maglia bianco-azzurra a righe dell'Atala-Ofmega, ottenne immediatamente buoni risultati chiudendo al terzo posto il Giro dell'Umbria, e piazzandosi poi terzo al Criterium d'Abruzzo, quinto alla Coppa Agostoni e quinto nella Cronoscalata Ghisallo del Trofeo dello Scalatore. Fra il 1989 ed il 1990 raccolse i risultati più significativo della sua carriera: nel 1989 fu sesto nella Milano-Sanremo e terzo in una tappa della Tirreno-Adriatico, mentre nel 1990 si piazzò terzo nella quarta tappa del Giro d'Italia, con arrivo a Nola; fu poi terzo, sempre nel 1990, nella tappa di Bacoli alla Tirreno-Adriatico e nella seconda frazione del Giro del Trentino, piazzandosi infine quarto alla Milano-Vignola.
Chiuse la carriera fra i professionisti nel 1991, senza successi all'attivo, dopo aver comunque ottenuto la piazza d'onore in altre due semi-classiche del panorama italiano, la Milano-Vignola e il Giro di Campania.
Dal 1992 si dedicò al mountain biking, nelle specialità del cross country e delle marathon gareggiando fino al 1997 con team come LeRun, Bianchi, Viner, Mapei-Yeti, Proflex e Aviotech, cogliendo circa 110 vittorie. Convocato per i campionati del mondo di Métabief (1993) e Vail (1994), concluse dodicesimo ai Campionati europei di Métabief nel 1994 e piazzato in prove di coppa del mondo 1994 e 1995, con il decimo posto nella finale di Coppa del Mondo 1994 a Silver Star (Canada), vincitore della Top Class Nazionale come miglior biker nel 1994 e 1995.
Dal 2003 conduce programmi televisivi di ciclismo, in onda su Telenova, Tv7 Lombardia, Canale Italia, Sky, Nuvolari, Bike Tv, Sportitalia; è stato inoltre tra i creatore del primo canale tematico h24 di ciclismo su Sky 817 (2011-2013) Bike Show Tv e commentatore tecnico per Eurosport e Sportitalia dal 2006 al 2009.

## Palmarès

### Strada
- 1986 (Vittorie Dilettanti)

Gran Premio Coperte di Somma
Gran Premio Torpado Cortenuova
Trofeo Ceramiche Pagnoncelli
- 1987 (Vittorie Dilettanti)

Gran Premio Colli Rovescalesi
Gran Premio Internazionale Poggiridenti
Gran Premio Laveno Lozio
1° Prologo Giro della Valle d'Aosta (Pont-Saint-Martin, cronometro)
5ª tappa, 1ª semitappa Giro della Valle d'Aosta (Villeneuve > Brissogne)
4ª tappa Quattro giorni Ciclista Modenese a Castel Nuovo Rangone

- 1996 (Vittorie Dilettanti)

Trofeo Duca Amedeo D'Aosta Sartirana Lomellina
Orio Litta

## Piazzamenti
2º Giro Campania 1991
2° Milano Vignola 1991
2° Cronosquadre Gran Premio Europa - Gran Premio Cepagatti 1988
2º Gran Premio Europa - Gran Premio Cepagatti Classifica Generale 1988
3º Giro Umbria 1988
3ª Tappa 4 Giro d`Italia 1990 - Cis Nola
3° Tirreno Adriatico 1ª tappa 1989 Baccoli
3º Giro del Trentino 3ª tappa 1990 Cles 
3º Gran Premio Europa - Gran Premio Cepagatti 1988 
4° Tirreno Adriatico 1ª tappa 1990 Baccoli 
4° Milano Vignola 1990
5° Coppa Agostoni 1988
5° Trofeo dello Scalatore - Cronoscalata Onno-Ghisallo 

### Grandi Giri
- Giro d'Italia

1989: 119º
1990: 150º

### Classiche monumento
1988: 53º
- Milano-Sanremo

1989: 6º
- Milano-Sanremo

1990: Ritirato caduto
- Giro di Lombardia

1988: 27º
- Giro di Lombardia

1989: ritirato

## Galleria d'immagini

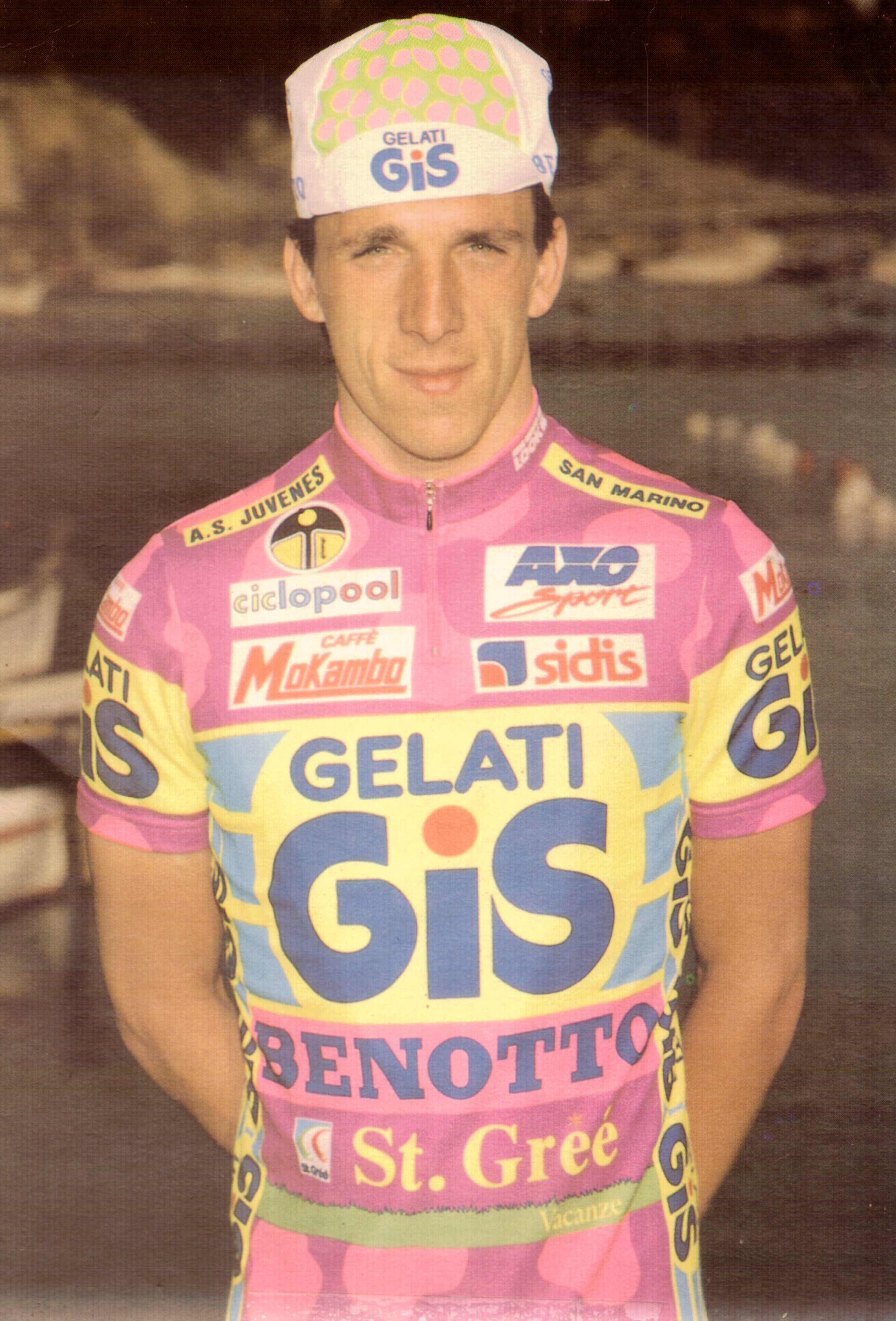
Gis Gelati Benotto 1990
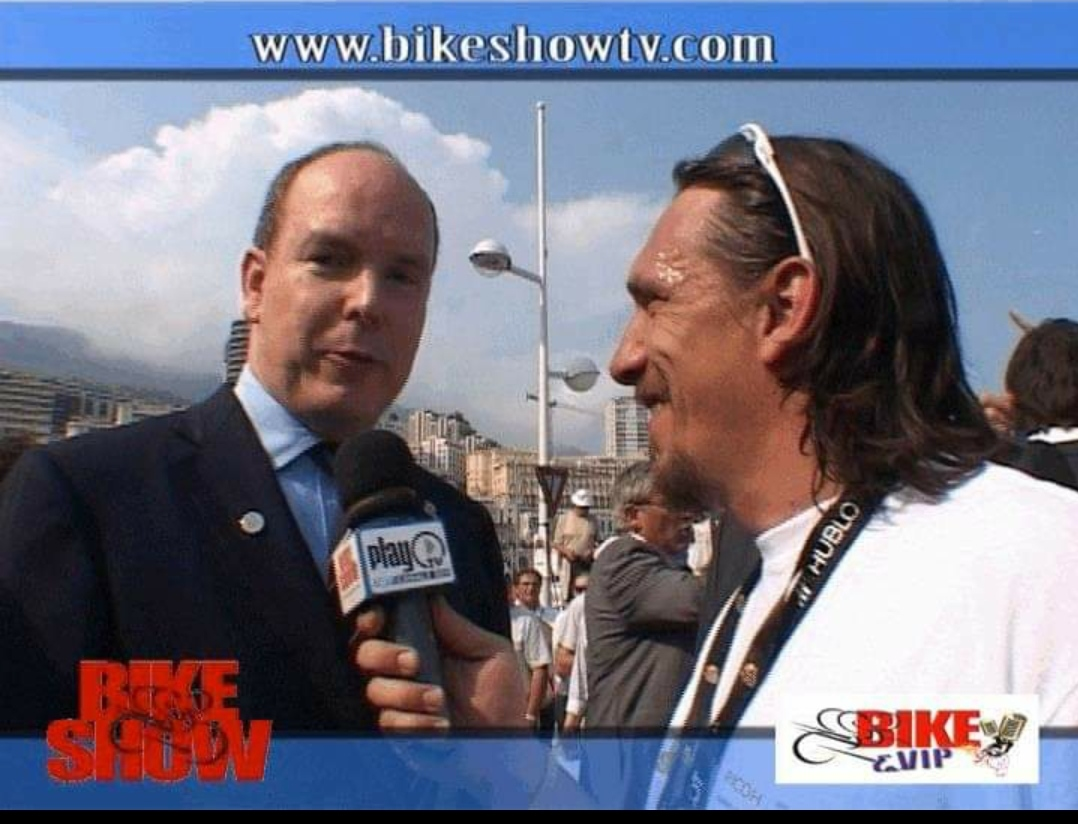
Tour de France 2009
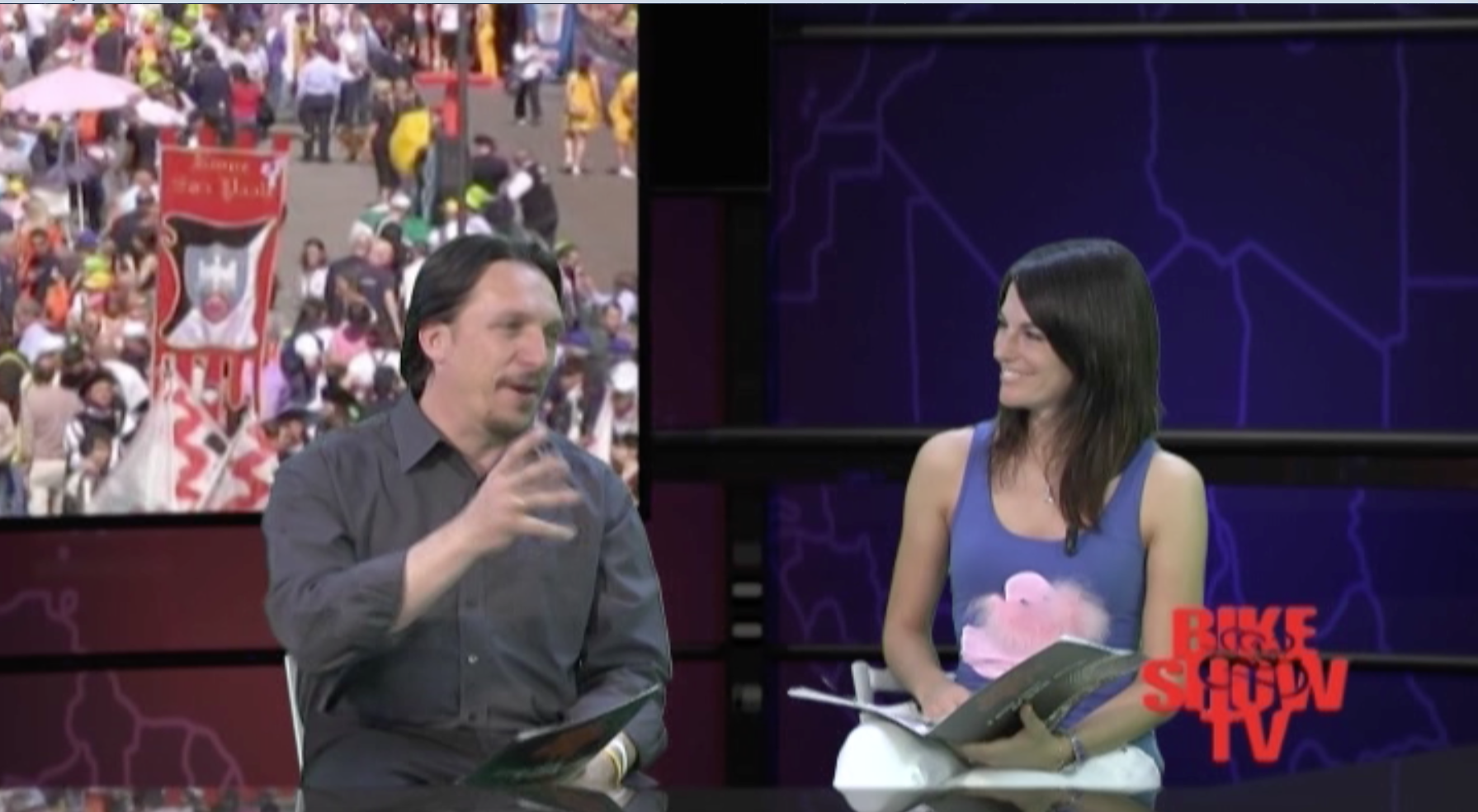
Bike Show Tv il talk show 2011
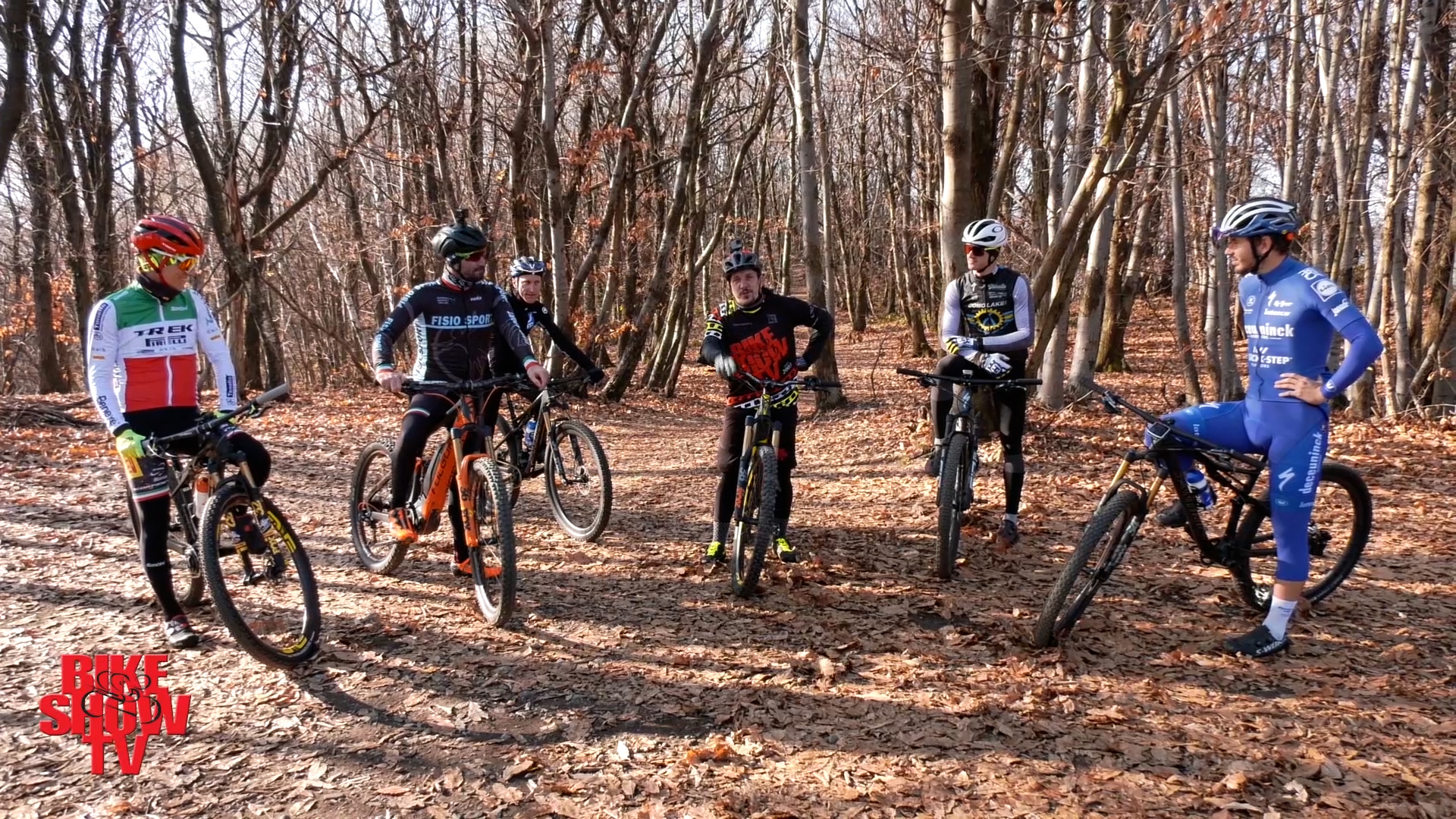
Bike Show del 2020